# Willa Koci Zamek w Bochni
Willa pod Kozłem (Koci Zamek, Willa Mieczysława Dembowskiego) – zabytkowy dom w  Bochni.
Dom powszechnie znany jako "koci zamek", willa wybudowana w 1895 roku według projektu wybitnego architekta Teodora Talowskiego w formie historyzującej i eklektycznej. Obiekt wpisany do rejestru zabytków nieruchomych województwa małopolskiego. Jeden z najpiękniejszych obiektów w mieście.
Pierwotnie willa była budynkiem parterowym mieszkalnym, częściowo podpiwniczonym o zwartej bryle. W roku 1930 dokonano adaptacji parteru na drukarnię oraz nadbudowano kolejną kondygnację mieszkalną. Część frontowa nie uległa zmianie. Korpus główny podwyższono o 3,5 m i przykryto pierwotnym dachem, przez co willa zachowała swoją formę i pierwotny charakter architektoniczny. Willa jest murowana z cegły i kamienia, rzut oparty na literze L, z wejściem głównym od strony północno-zachodniej w formie aneksu ze schodami zewnętrznymi pod podcieniem i zwieńczonym malowniczym szczytem z herbem Jelita i głową kozła z klejnotu herbowego w zwieńczeniu. Rodzina Dembowskich posługiwała się bowiem herbem Jelita. Większość detali kamiennych wykonano w zakładzie Wojciecha Samka (Zakład Rzeźby Artystycznej). Witraże wykonano w krakowskim Zakładzie Witraży Żeleńskich. Willa jest wybitnym przykładem polskiej architektury nurtu spomiędzy XIX-XX wiecznej architektury światowej - historyzmu, stylu naśladującego minione wielkie style w sztuce, i modernistycznego stylu w sztuce europejskiej - secesji. Jest jedną z najpiękniejszych i najlepszych realizacji Teodora Talowskiego, wieńcząca jego najlepszy okres twórczości. Obiekt w swojej formie nawiązuje do stylu romańskiego z elementami dekoracyjnymi w stylu neobarokowym. Sama elewacja jest secesyjna.
Willa została zaprojektowana dla lekarza Mieczysława Dembowskiego, który zgodził się na oryginalny sposób projektowania i pozostawił Teodorowi Talowskiemu całą swobodę pod względem rozwiązań form architektonicznych. Od 1928 roku ówczesny właściciel willi prowadził tu drukarnie Secesja, a od 1949 roku, kiedy drukarnia została przejęta na własność Państwa, działał do roku 1989 terenowy oddział krakowskiej Drukarni Narodowej. Obecnie parter wynajmuje  Archiwum Narodowe w Krakowie - Oddział w Bochni.

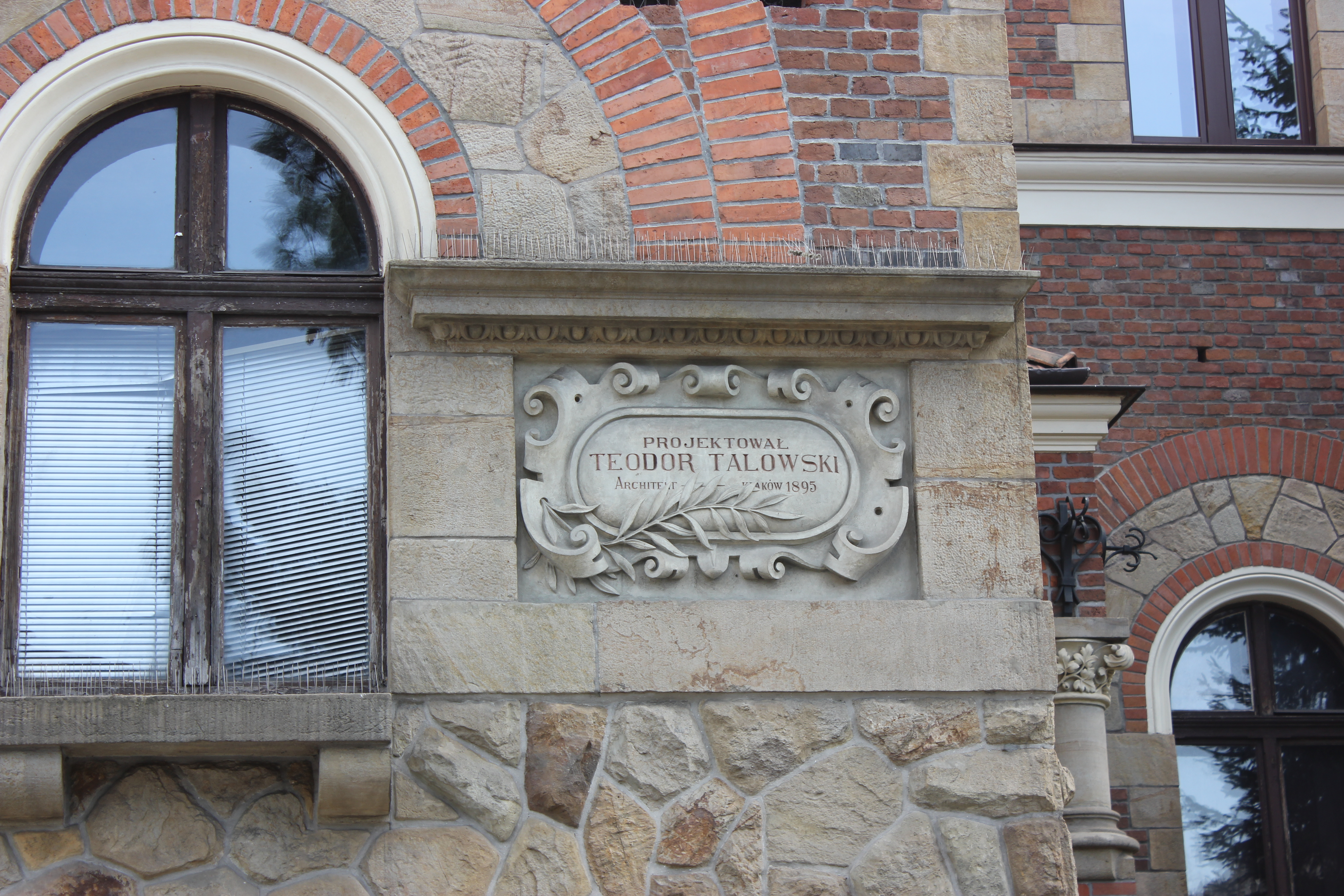
Kartusz
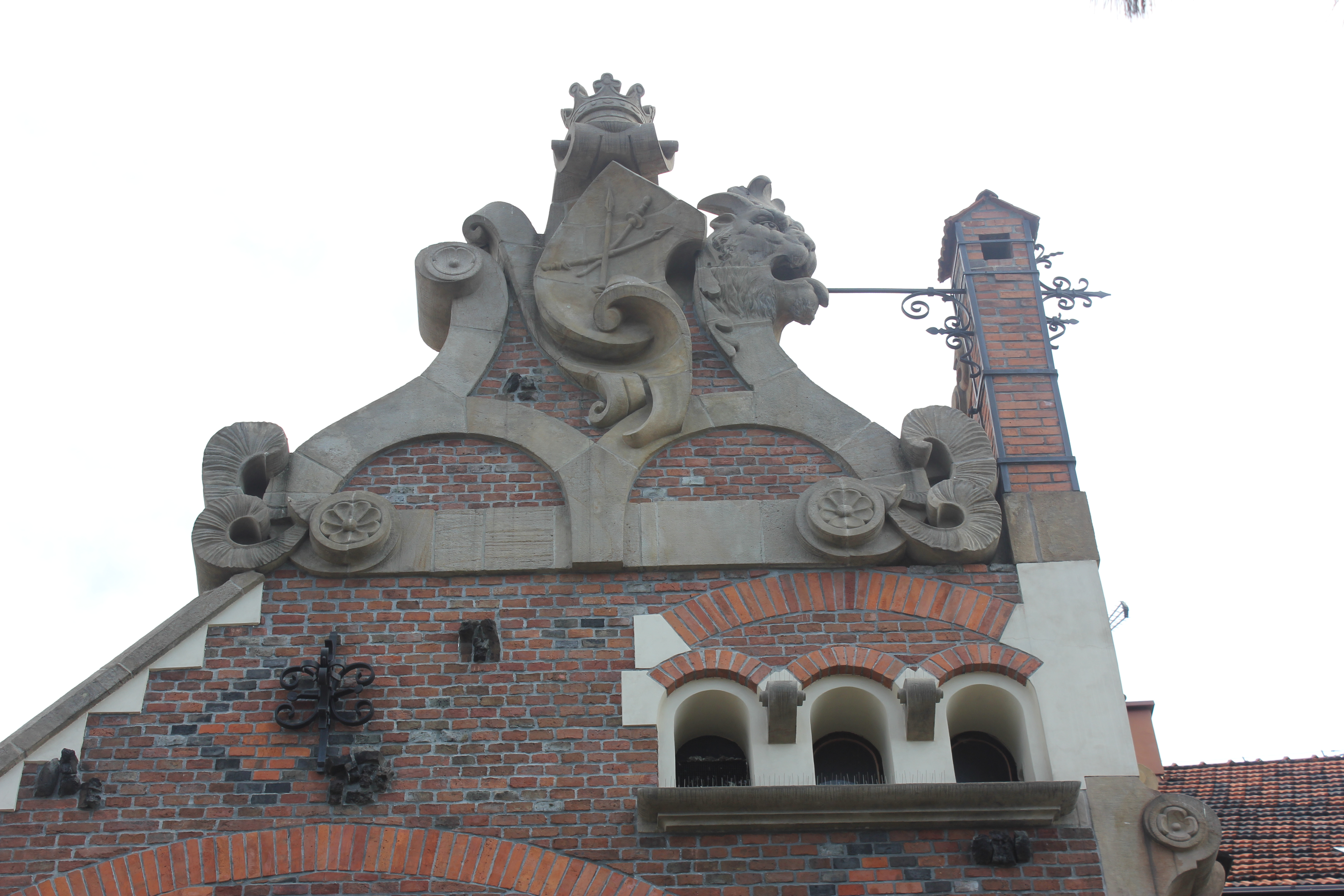
Szczyt z herbem Jelita i głową kozła
Herb Jelita z głową kozła w klejnocie